# Botschaft der Ukraine (Remagen)

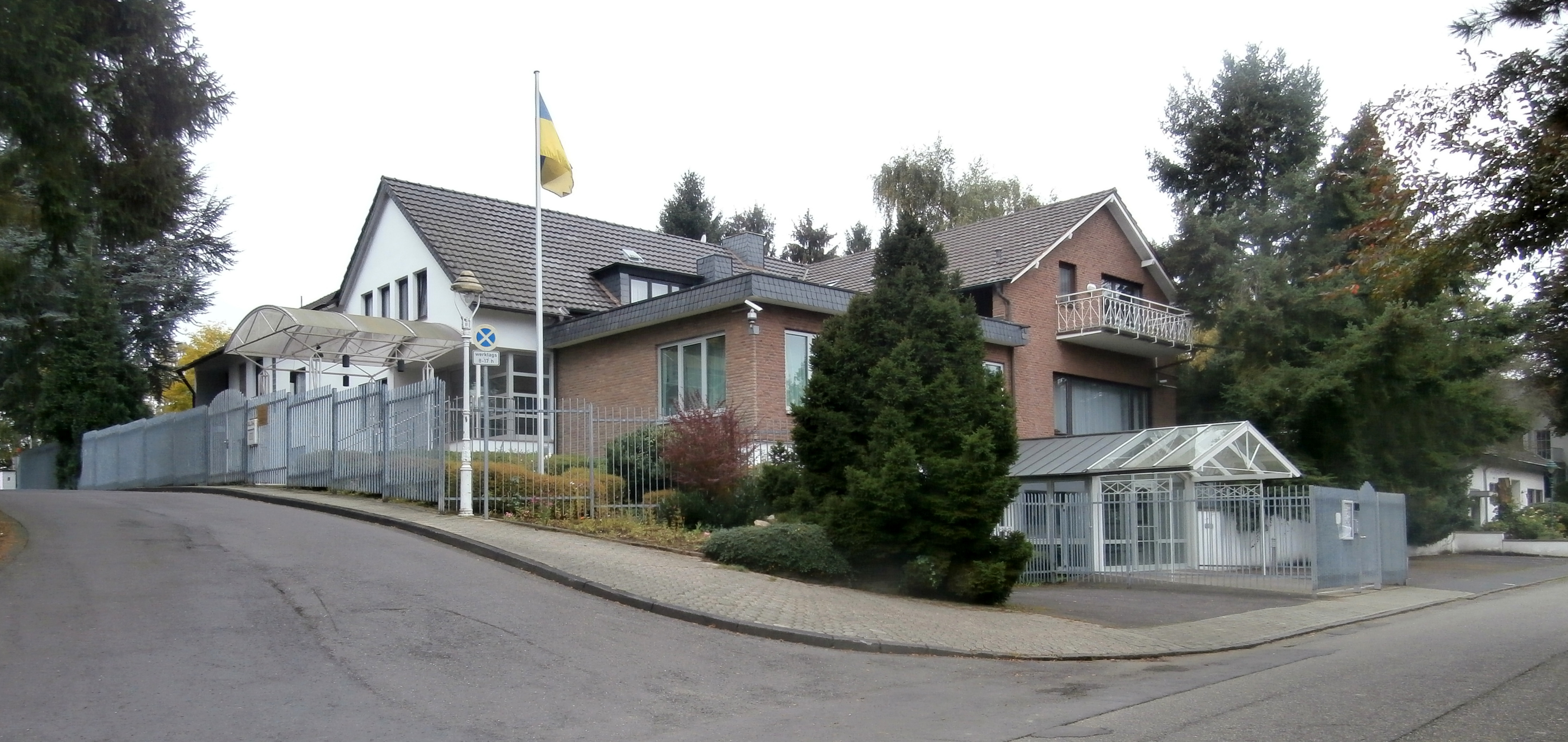
Außenstelle der Botschaft der Ukraine in Oberwinter (2015)

Die Botschaft der Ukraine in der Bundesrepublik Deutschland hatte von 1994 bis 1999 ihren Sitz in Oberwinter, einem Ortsteil der Stadt Remagen im rheinland-pfälzischen Landkreis Ahrweiler, mit einer Außenstelle bis 2015.

## Lage
Das ehemalige Botschaftsgebäude liegt inmitten eines Wohngebiets am Rheinhöhenweg Ecke Buchenweg (Adresse: Rheinhöhenweg 101) in der auf der sogenannten Oberwinterer „Rheinhöhe“ gelegenen Ortslage Waldheide auf 155 m ü. NHN.

## Geschichte
Nach Aufnahme diplomatischer Beziehungen zur Bundesrepublik Deutschland am 17. Januar 1992 eröffnete die Ukraine im März 1992 eine Botschaft am Regierungssitz Bonn. Sie war zunächst am vormaligen Standort der Botschaft der Sowjetunion, innerhalb der die Ukraine vor ihrer Unabhängigkeit (1991) eine Unionsrepublik bildete, auf der Viktorshöhe in Bad Godesberg beheimatet. Um an einem eigenen Standort vertreten zu sein, erwarb die Ukraine – als die Verlegung des Regierungssitzes nach Berlin bereits beschlossen war – das ehemalige Hotel „Waldheide“ in Oberwinter, das nach dem Zweiten Weltkrieg errichtet und nach 1978 als Restaurant verpachtet worden war. Nach Fertigstellung des Umbaus in ein Botschaftsgebäude zog die Botschaftskanzlei im Dezember 1994 von Bonn nach Oberwinter um. Die offizielle Eröffnung des neuen Botschaftssitzes erfolgte anlässlich des Staatsbesuches des ukrainischen Präsidenten Leonid Kutschma am 4. Juli 1995. Im Frühjahr 1998 wurde der Besucherraum erweitert.
Im Zuge der Verlegung des Regierungssitzes zog die Hauptstelle der ukrainischen Botschaft 1999 nach Berlin um (→ Ukrainische Botschaft in Berlin). In Oberwinter wurde die Außenstelle Bonn der Botschaft belassen, ihre einzige Außenstelle sowie die einzige außerhalb von Bonn verbliebene diplomatische Vertretung in der ehemaligen Hauptstadtregion. Ihre Aufgabe bestand im Kontakt zu den in Bonn verbliebenen Bundesministerien, den dort angesiedelten Einrichtungen der Vereinten Nationen sowie zu Unternehmen und Verbänden in Nordrhein-Westfalen. Im Oktober 2003 wurde in der Außenstelle eine Visastelle eröffnet, die der Entlastung des ukrainischen Generalkonsulats in Frankfurt am Main dienen sollte. Die Außenstelle war zunächst mit einem Botschaftsrat, einem I. Sekretär, einem Attaché sowie einem Militärattachéstab, bestehend aus einem Luftwaffen- und Marineattaché (Stand: September 2002), und zuletzt noch mit einem Botschaftsrat besetzt (Stand: November 2015). Ihr Konsularbezirk umfasste das Land Nordrhein-Westfalen. Auf Grundlage eines Beschlusses des ukrainischen Außenministeriums von November 2014 wurde die Außenstelle der Botschaft am 18. November 2015 geschlossen, stattdessen ist am 2. Dezember 2015 ein ukrainisches Generalkonsulat in Düsseldorf eröffnet worden. Bis heute ist der äußere Gebäudezustand unverändert und noch keine Umnutzung des vormaligen Botschaftsgebäudes erfolgt (Stand: Februar 2019).